# Schwungradspeicherung

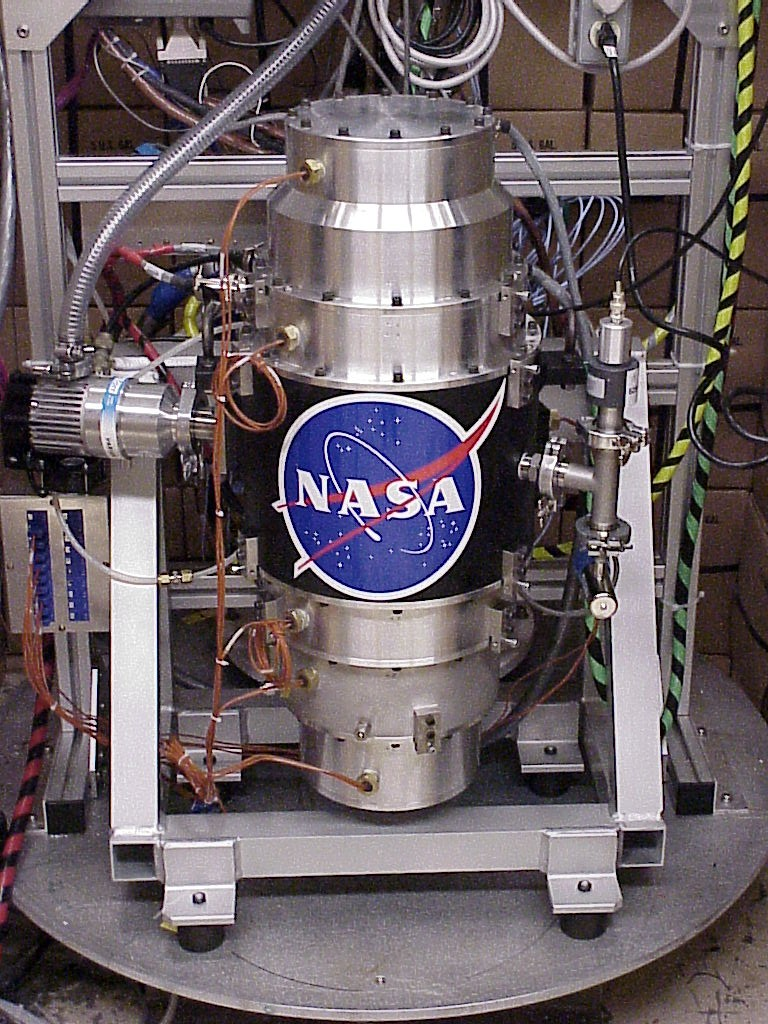
NASA G2-Schwungrad, Drehzahl 60.000/min, Energiemenge 525 Wh, Leistung 1 kW

Schwungradspeicherung ist eine Methode der mechanischen Energiespeicherung, bei der ein Schwungrad (in diesem Zusammenhang auch „Rotor“ genannt) auf eine hohe Drehzahl beschleunigt und Energie als Rotationsenergie gespeichert wird. Die Energie wird zurückgewonnen, indem der Rotor induktiv an einen elektrischen Generator gekoppelt und dadurch abgebremst wird.
Benutzt werden sie meist zum Ausgleich von Spitzenlasten, Glätten von Leistungsspitzen, zur Leistungserhöhung von Ladestationen für Elektrofahrzeuge und auch zur unterbrechungsfreien Stromversorgung.

## Funktionsprinzip
Ein typisches System besteht aus einem Schwungrad (Rotor), das mit einer Elektromotor-Generator-Kombination verbunden ist.
Um den Speicher aufzuladen, wird das Schwungrad in Bewegung gesetzt, etwa mittels eines Elektromotors. Eine hohe Drehzahl entspricht dabei einer hohen Rotationsenergie. Mittels eines angeschlossenen Generators kann diese Energie bei Bedarf wieder in elektrische Energie umgewandelt werden. Das Schwungrad gibt dabei seine Rotationsenergie an den Generator ab.

### Art der gespeicherten Energie
| Massenträgheitsmoment:         | {\displaystyle J_{m}=\int _{m}r^{2}\,\mathrm {d} m}           |
| Winkelgeschwindigkeit:         | {\displaystyle \omega _{m}=2\pi \cdot n_{m}}                  |
| Gespeicherte Rotationsenergie: | {\displaystyle W_{\text{kin}}={\frac {1}{2}}J_{m}\omega ^{2}} |

wobei {\displaystyle m} für den rotierenden Körper bzw. im Integral für sein Volumen steht und {\displaystyle n_{m}} für die Drehzahl bzw. Frequenz {\displaystyle f} (= Anzahl Umdrehungen/Zeit) dieses Körpers.

## Praktische Technik

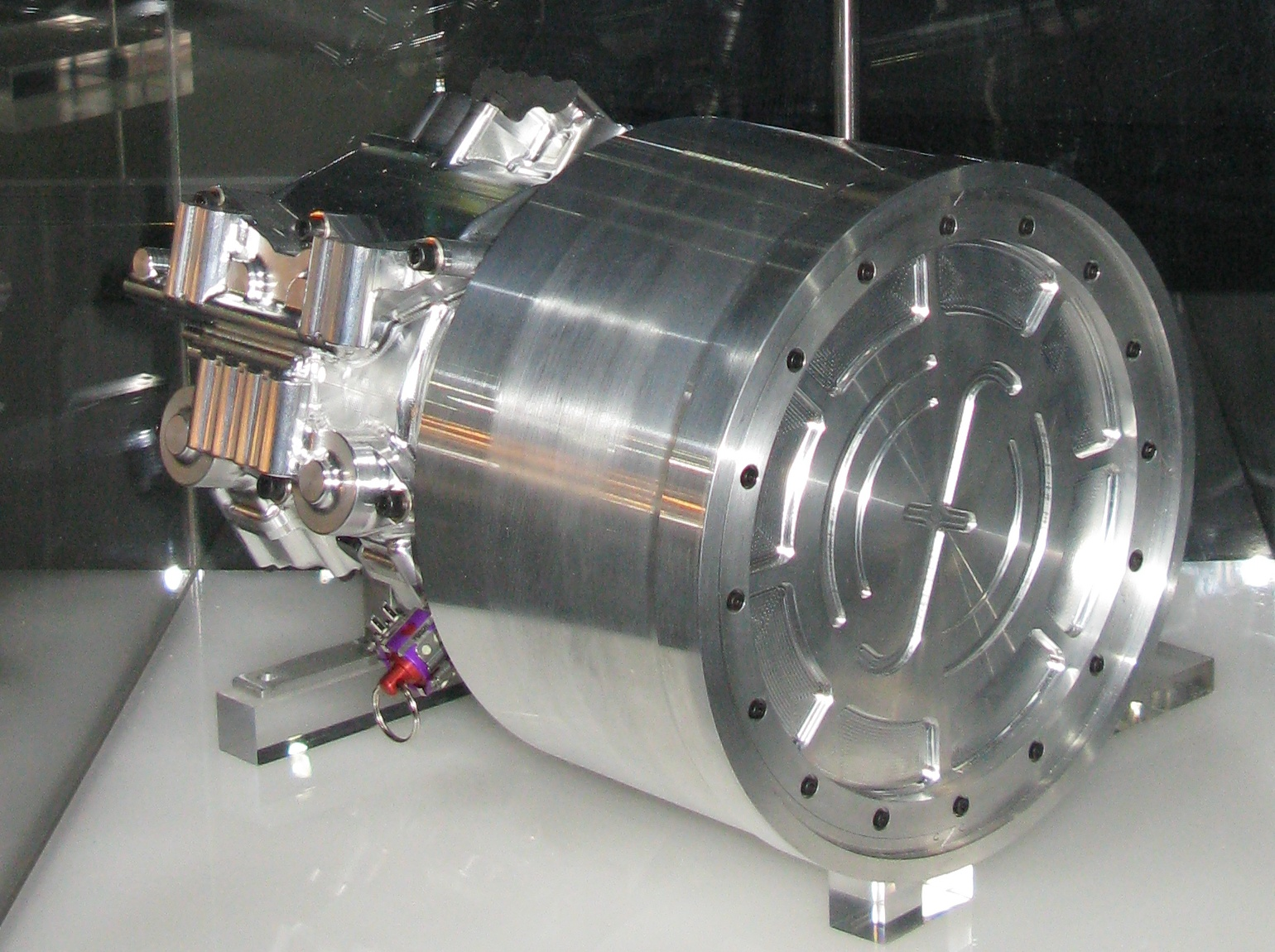
In der Formel 1 eingesetzter Schwungradspeicher

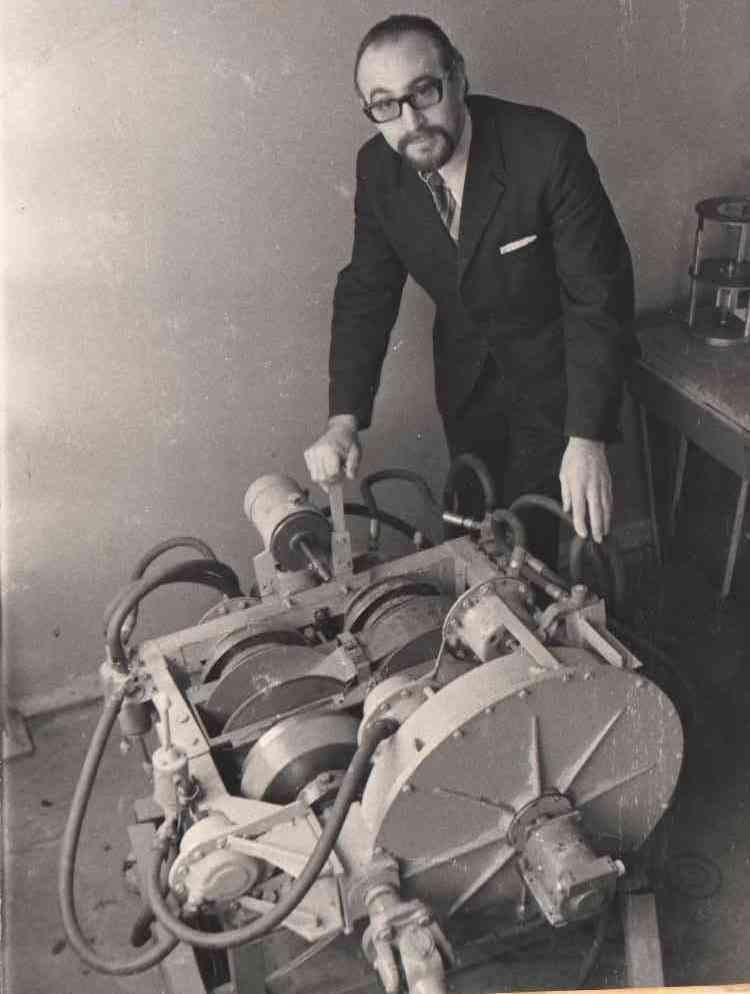
Ein 1969 von Nurbei Wladimirowitsch Gulia entwickelter Schwungradspeicher als Antriebssystem

Die meisten Schwungradspeicherungssysteme arbeiten elektrisch, um den Rotor mit einem Elektromotor zu beschleunigen und durch einen elektrischen Generator abzubremsen. Es sind aber auch Systeme in Entwicklung, die direkt mechanische Energie verwenden.
Die Rotoren von Systemen mit hohen Drehzahlen werden aus kohlenstofffaserverstärkten Kunststoffen (CFK) gefertigt und rotieren mit 20.000 bis über 50.000 Umdrehungen pro Minute. Um die Reibungsverluste gering zu halten, werden evakuierte Gehäuse und Magnetlager verwendet. Solche Systeme können in wenigen Minuten auf Nenndrehzahl gebracht werden, im Unterschied zu den Minuten bis Stunden, die für das Aufladen von Akkumulatoren benötigt werden.
Manche Notstromaggregate höherer Leistung enthalten ebenfalls ein Schwungrad, das durch einen Elektromotor ständig in Drehung gehalten wird. Bei Stromausfall wird die Kurbelwelle eines vorgewärmten Dieselmotors über eine elektromechanische Kupplung aus dem Stand rasch in Drehung versetzt. Das Schwungrad liefert die Energie zum Anlassen des Dieselmotors und gleichzeitig zur Überbrückung der Zeit, bis der Verbrennungsmotor volle Leistung abgeben kann.
In den 1950er Jahren wurden sogenannte Gyrobusse mit Schwungradspeicher in der Schweiz und Belgien eingesetzt.
In der Formel 1 mit FIA-Regeln werden Drehmassenspeicher beim Bremsen aufgeladen und beim Beschleunigen wieder entladen (KERS); allerdings hat bisher (2012) noch kein Team ein Schwungrad-KERS an einem Rennwochenende eingesetzt; bisher kamen ausschließlich Akku-KER-Systeme zum Einsatz. Eine (elektro-)mechanische Lösung findet sich dagegen im Porsche 911 GT3 R Hybrid und im Audi R18 e-tron quattro.
Im Max-Planck-Institut für Plasmaphysik in Garching wird ein Schwungrad innerhalb von 20 Minuten beschleunigt. Danach kann es während 10 Sekunden eine Leistung von 150 MW bzw. 580 MVA für das Fusionsexperiment ASDEX Upgrade abgeben.
Weitere Anwendungsbereiche in Form spezieller rotierender Umformer liegen bei der Stromversorgung von Versuchsanlagen im Bereich der elektrischen Energietechnik wie Hochspannungslabors und Prüffeldern. Damit können bei Hochspannungsversuchen, bei denen größere Stoßbelastungen wie sie beispielsweise bei Kurzschlussversuchen auftreten, störende Rückwirkungen auf das öffentliche Stromnetz vermieden werden.
Schwungradspeicher werden auch in Inselnetzen, Hybrid-Systemen (Kombination von Schwungradspeichern mit Blockheizkraftwerken oder Batterien), in Windenergieanlagen, zur Rückgewinnung von Bremsenergie in Schienenfahrzeugen sowie in Schnellladestationen für Elektrofahrzeuge eingesetzt.

## Vor- und Nachteile
Zu den Vorteilen zählen kurze Zugriffszeiten, die mögliche Tiefentladung, ein guter Wirkungsgrad als Kurzzeitspeicher für die Energiespeicherung im Sekunden- bis Minutenbereich (Be- und Entladung mit Wirkungsgrad 90 %), und eine hohe Zyklenanzahl. Kurzzeitig kann bei vielen Speichern eine sehr hohe Leistung abgerufen werden.
Ein Nachteil ist die Selbstentladung (3–20 % pro Stunde), die durch Luftreibung und Verluste des Lagers entstehen. Durch eine magnetische Lagerung, Betrieb des Schwungrades in einem evakuierten Gehäuse sowie ggf. weitere Maßnahmen können die Verluste minimiert werden. Auch die Form (Querschnitt) des Schwungrades kann Einfluss auf den Wirkungsgrad haben. Allerdings erhöhen die Leistung für den Betrieb der Vakuumpumpe und die Magnetlagerung die Selbstentladung des Gesamtsystems (außer bei hermetisch geschlossenem Vakuumbehälter und permanentmagnetischer Lagerung).
Ein weiterer Nachteil, vor allem bei mobilen Anwendungen, ist das hohe Gewicht. Für die Speicherung von nur 10 kWh werden etwa 200–2000 kg Schwungradmasse benötigt. Für den Fall des Berstens oder Losreißens des Rotors wird bei mobilem Einsatz oder zugänglicher Aufstellung eine massive Schutzhülle benötigt, die einen großen Teil der Masse des Gesamtsystems ausmacht.
Bei bewegten Schwungradspeichern, wie in Fahrzeugen, können Richtungsänderungen der Drehachse gyroskopische Effekte hervorrufen, die das Fahrzeugverhalten, z. B. bei Kurvenfahrten, beeinträchtigen können.

## Schwungrad-Speicherkraftwerk
Schwungräder können auch als vergleichsweise kleine Speicherkraftwerke Stromnetze in der Netzfrequenz stabilisieren und als kurzfristiger Ausgleichsspeicher dienen.